# Giovanni Basso
Giovanni Basso (Ferrara, 27 febbraio 1984) è un regista, sceneggiatore e produttore cinematografico italiano.

## Biografia
Dopo un percorso di studio e ricerca tra cinema e teatro, nel 2013 scrive, dirige e produce il cortometraggio australiano The Swimmer, in concorso in oltre cinquanta festival cinematografici e agli Hollywood Film Awards del 2013.
Nel 2014 scrive, dirige e produce Terra continens, cortometraggio presentato nel 2015 come evento speciale durante la Mostra internazionale d'arte cinematografica di Venezia. Nel 2018 ha scritto e diretto Il grande presidente, cortometraggio con interpreti Lorenzo Balducci e Giorgio Colangeli, girato in 35mm, sostenuto dal MiC - Ministero della Cultura, dal Centro sperimentale di cinematografia e dalla SIAE.
Nel 2022 scrive e dirige il suo primo lungometraggio, Mindemic, con protagonista Giorgio Colangeli. Il film, girato interamente con un iPhone, ha ottenuto diverse candidature ai Ciak d'oro del 2022.

## Filmografia

### Regista e produttore
- L'odore della notte - cortometraggio (2007)
- The Swimmer - cortometraggio (2013)
- Terra continens - cortometraggio (2015)
- Il grande presidente - cortometraggio (2018)
- Mindemic (2022)

### Produttore
- 1/2, regia di Raffaele Salvaggiola (2017)

### Attore
- Terra continens, regia di Giovanni Basso - cortometraggio (2015)

## Riconoscimenti
- Ciak d'oro
  - 2022 - Candidatura al Ciak d'oro - Migliore esordio alla regia per Mindemic
  - 2022 - Candidatura al Ciak d'oro - Miglior manifesto per Mindemic
- Los Angeles Italia Film Festival
  - 2023 - Premio al miglior film italiano per Mindemic[6]